# Fouilles du parking Givati

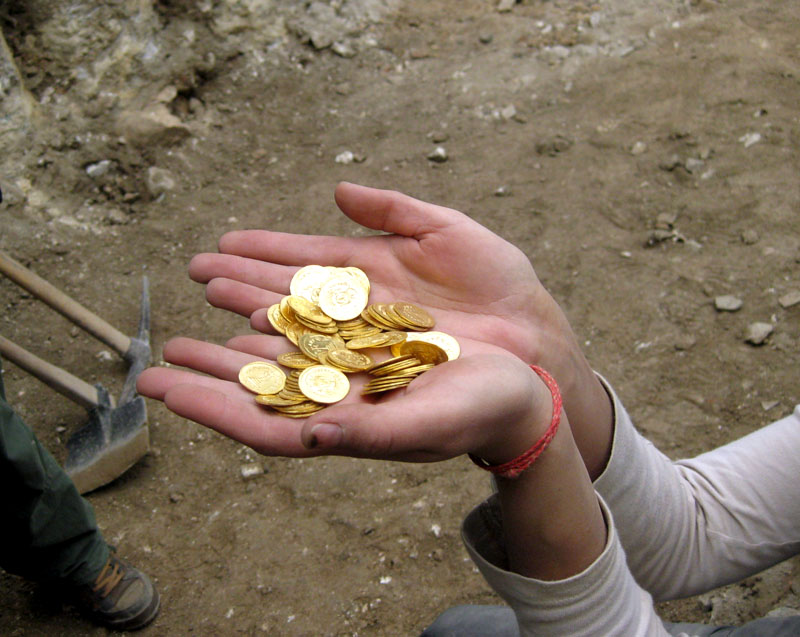
Partie d'un trésor trouvé sur le site et datée de l'époque de l'empereur byzantin Héraclius.

Les fouilles du parking Givati est une fouille archéologique située dans la vallée du Tyropoeon. Il est adjacent à la ville de David, la partie la plus ancienne de la ville cananéenne et israélite de Jérusalem. La fouille est menée par Doron Ben-Ami et Yana Tchekhanovets de l'Israel Antiquities Authority et souscrite par la City of David Foundation. 

## Découvertes intéressantes

### Palais de la reine Hélène
Parmi les découvertes de 2007 figure un ancien bâtiment qui aurait été le palais de la reine Hélène d'Adiabène. 

### Trésor d'or byzantin
En 2008, les archéologues ont découvert un trésor de 264 pièces d'or frappées au début du règne de l'empereur byzantin Héraclius, entre les années 610-613 de notre ère, donc juste avant la conquête perse de Jérusalem. 

### Camée de Cupidon romain
En 2010, la fouille a dévoilé un petit camée de Cupidon de l'époque romaine en onyx. Le cupidon est dans un bleu frappant sur un fond brun foncé, il a des ailes et des cheveux bouclés. Le camée rond aurait été un insert d'un bijou. La main gauche de Cupidon repose sur une torche renversée, symbolisant la mort, c'était donc probablement une pièce de deuil,. 

### Fortifications hellénistiques: l'Acra séleucide
En novembre 2015, la découverte d'une tour et de glacis identifiés comme appartenant à la forteresse séleucide connue sous le nom d'Acra a été publiée. Selon les archéologues Doron Ben-Ami, Yana Tchekhanovets et Salome Dan Goor, ils avaient déterré un complexe de pièces et de murs fortifiés qu'ils ont identifiés comme étant l'Acra. Les découvertes comprennent des murs de fortification, une tour de guet mesurant 4 mètres sur 20 et un glacis. Des pointes de flèches en bronze, des élingues en plomb et des pierres de baliste estampillées d'un trident caractéristique du règne d'Antiochos IV Epiphane ont été déterrées sur la zone. Celles-ci sont révélatrices de la nature militaire du site et des efforts pour s'en emparer. Les trouvailles comprenaient également des pièces de monnaie des règnes d'Antiochos Epiphanes à Antiochos VII Sidetes, ainsi qu'une multitude de poignées d'amphores rhodiennes estampillées,
L'archéologue architecte Leen Ritmeyer n'est pas d'accord avec cette identification. Pour lui, l'emplacement et l'orientation nord-sud des fortifications nouvellement trouvées sont une partie des murs défensifs de ce qui est connu aujourd'hui sous le nom de Cité de David, et a été décrit par Josèphe comme la Basse-Ville. Cette Basse-Ville a été fortifiée par les Séleucides, qui ont également construit la citadelle généralement connue sous le nom d'Acra. Mais en grec, toute fortification est appelée un acra, c'est un nom commun, pas un nom propre, d'où une certaine confusion quant à la fortification à laquelle chaque description ancienne spécifique fait référence: la ville fortifiée de David, que Ritmeyer identifie comme la partie sud de la Basse-Ville de Josèphe, ou de l'Acra proprement dit, forteresse entièrement nouvelle. Ritmeyer cite les deux sources principales que nous avons, les Antiquités des Juifs 12: 252–253 (« il a construit une citadelle [grec: Acra] dans la partie inférieure de la ville, car l'endroit était haut et donnait sur le temple »), et Maccabées 1 1:34 (« les forces de l'agent ont fortifié la ville de David avec un mur très fort et de puissantes tours, et c'est devenu leur forteresse' ») pour montrer que, premièrement, il y avait deux structures fortifiées distinctes dans la Basse-Ville, et deuxièmement, que la nouvelle citadelle, l'Acra, était plus haute que le Temple, qu'elle surplombait. Étant donné que les nouvelles découvertes du parking de Givati se trouvent à environ 200 mètres du mont du Temple de la période hellénistique et à une altitude beaucoup plus basse que le mont, elles ne peuvent pas faire partie de l'Acra qui « surplombait le temple ». 

## Voir aussi

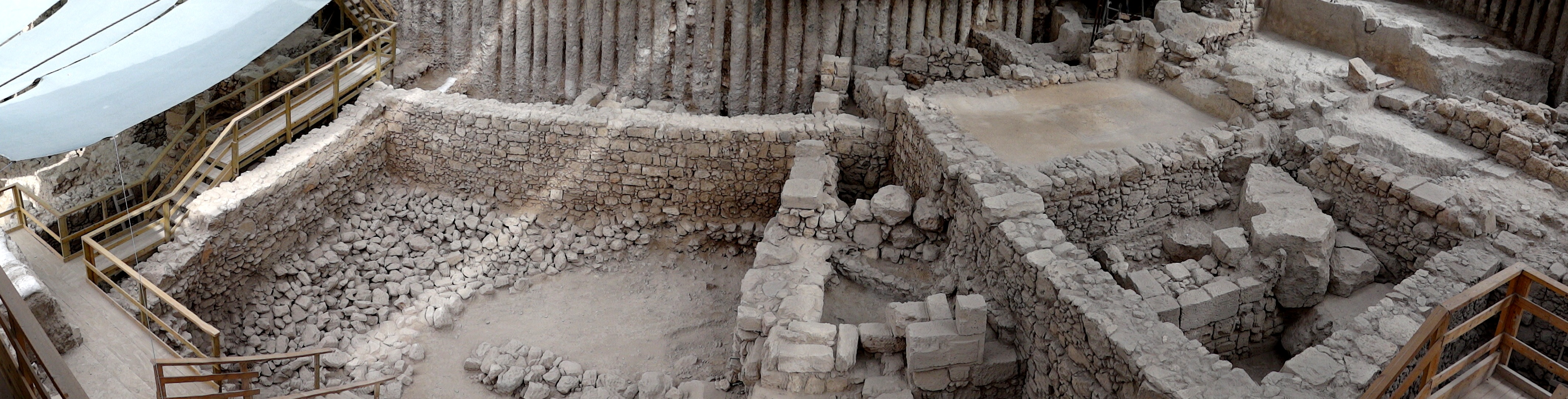
Fouilles dans la ville de David, parking Givati Jérusalem 12.10.2011